# 마리오 알베르토 트레호
마리오 알베르토 트레호 구스만(스페인어: Mario Alberto Trejo Guzmán, 1956년 2월 11일, 멕시코 시 ~)은 멕시코의 전직 프로 축구 선수이다. 그는 1986년 월드컵에 멕시코를 대표하여 참가했다.